# Shimosuwa
Shimosuwa (下諏訪町?) è una cittadina giapponese della prefettura di Nagano.